# Bu Yong-chan
Bu Yong-chan (in coreano 부용찬; Jeju, 27 dicembre 1989) è un pallavolista sudcoreano.
Gioca nel ruolo di libero negli OK Okman.

## Carriera
La carriera di Bu Yong-chan inizia nei tornei scolastici con la Beolgyo Commercial HS, proseguendo poi in quelli universitari con la Hanyang University: nel 2012 riceve le prime convocazioni nella nazionale sudcoreana. Nella stagione 2012-13 viene selezionato attraverso il draft dai LIG Greaters, debuttando in V-League: fa parte del club fino al campionato 2015-16, nel quale viene rinominato KB Stars, vincendo la Coppa KOVO 2012; con la nazionale vince la medaglia d'argento al campionato asiatico e oceaniano 2013 e quella d'oro alla Coppa asiatica 2014.
Nella stagione 2016-17 approda per un biennio ai Samsung Bluefangs, venendo premiato in entrambe le annate come miglior libero della V-League; con la nazionale vince la medaglia di bronzo al campionato asiatico e oceaniano 2017. Nel campionato 2018-19 firma per gli OK Rush & Cash.

## Palmarès

### Club
- Coppa KOVO: 1

2012

### Nazionale (competizioni minori)
- Coppa asiatica 2014

### Premi individuali
- 2017 - V-League: Miglior libero
- 2018 - V-League: Miglior libero